# Байо (округ)
Округ Байо (фр. Arrondissement de Bayeux) — округ у Франції, в департаменті Кальвадос. 2023 року округ об'єднував 123 муніципалітети, населення становило 73 516 осіб.
Адміністративний центр (супрефектура) — Байо.

## Муніципалітети
Список муніципалітетів округу та їхні коди INSEE:
1. Ажі (14003)
2. Англескевіль-ла-Персе (14239)
3. Анель (14022)
4. Аньєр-ан-Бессен (14023)
5. Арганші (14019)
6. Арроманш-ле-Бен (14021)
7. Базанвіль (14049)
8. Байо (14047)
9. Баллеруа-сюр-Дром (14035)
10. Банвіль (14038)
11. Барбевіль (14040)
12. Бені-сюр-Мер (14062)
13. Бернеск (14063)
14. Бле (14078)
15. Бриквіль (14107)
16. Бюсеель (14111)
17. Ванд (14734)
18. Вер-сюр-Мер (14739)
19. В'єнн-ан-Бессен (14744)
20. В'єрвіль-сюр-Мер (14745)
21. Во-сюр-Ор (14732)
22. Во-сюр-Сель (14733)
23. Восель (14728)
24. Герон (14322)
25. Гранкам-Мезі (14312)
26. Гре-сюр-Мер (14318)
27. Де-Жумо (14224)
28. Дюсі-Сент-Маргерит (14232)
29. Еллон (14236)
30. Еске-сюр-Сель (14250)
31. Етреам (14256)
32. Жефосс-Фонтене (14298)
33. Жувіньї-сюр-Сель (14348)
34. Жуе-Монде (14346)
35. Ізіньї-сюр-Мер (14342)
36. Кааньоль (14121)
37. Кампіньї (14130)
38. Канші (14132)
39. Кардонвіль (14136)
40. Карканьї (14135)
41. Картіньї-л'Епіне (14138)
42. Кастійон (14140)
43. Коломб'є-сюр-Сель (14169)
44. Коломб'єр (14168)
45. Кольвіль-сюр-Мер (14165)
46. Комм (14172)
47. Конде-сюр-Сель (14175)
48. Кормолен (14182)
49. Коттен (14184)
50. Креллі-сюр-Сель (14200)
51. Крепон (14196)
52. Криквіль-ан-Бессен (14204)
53. Кристо (14205)
54. Круе (14209)
55. Кюссі (14214)
56. Ла-Базок (14050)
57. Ла-Камб (14124)
58. Ла-Фолі (14272)
59. Ле-Брей-ан-Бессен (14103)
60. Ле-Мануар (14400)
61. Ле-Моле-Літтрі (14370)
62. Ле-Тронке (14714)
63. Ленжевр (14364)
64. Лізон (14367)
65. Літто (14369)
66. Лонг-сюр-Мер (14377)
67. Лонгвіль (14378)
68. Лусель (14380)
69. Манв'є (14401)
70. Мандевіль-ан-Бессен (14397)
71. Маньї-ан-Бессен (14385)
72. Мевен (14430)
73. Мезон (14391)
74. Моль (14453)
75. Монсо-ан-Бессен (14436)
76. Монфіке (14445)
77. Монфревіль (14439)
78. Мулен-ан-Бессен (14406)
79. Нонан (14465)
80. Норон-ла-Потрі (14468)
81. Одріє (14026)
82. Ор-сюр-Мер (14591)
83. Османвіль (14480)
84. Отто-ле-Баг (14336)
85. Планкері (14506)
86. Пон-сюр-Сель (14355)
87. Пор-ан-Бессен-Юппен (14515)
88. Ранші (14529)
89. Рі (14552)
90. Рюберсі (14547)
91. Саллан (14664)
92. Сан (14667)
93. Санне (14668)
94. Сен-Вааст-сюр-Сель (14661)
95. Сен-Вігор-ле-Гран (14663)
96. Сен-Жермен-дю-Пер (14586)
97. Сен-Ком-де-Френе (14565)
98. Сен-Лоран-сюр-Мер (14605)
99. Сен-Лу-Ор (14609)
100. Сен-Маркуф (14613)
101. Сен-Мартен-де-Бланьї (14622)
102. Сен-Мартен-дез-Антре (14630)
103. Сен-П'єрр-дю-Мон (14652)
104. Сен-Поль-дю-Верне (14643)
105. Сент-Круа-сюр-Мер (14569)
106. Сент-Маргерит-д'Ель (14614)
107. Сент-Онорин-де-Дюсі (14590)
108. Соммерв'є (14676)
109. Сюбль (14679)
110. Сюллі (14680)
111. Сюррен (14681)
112. Тессель (14684)
113. Тії-сюр-Сель (14692)
114. Трасі-сюр-Мер (14709)
115. Трев'єр (14711)
116. Тренжі (14716)
117. Тур-ан-Бессен (14700)
118. Турньєр (14705)
119. Фонтен-Анрі (14275)
120. Фонтене-ле-Пенель (14278)
121. Форміньї-Ла-Батай (14281)
122. Фулонь (14282)
123. Шуен (14159)